# 大邱廣域市
35°52′17″N 128°36′05″E / 35.871389°N 128.601389°E
大邱廣域市（韩语：／ Daegu gwangyeoksi），簡稱大邱，是位於韓國東南部的廣域市，大邱舉辦多種國際活動，是世界有名的觀光城市。截至2025年2月人口約2,364,334人，面積1,499.5平方公里。
大邱是个工業城市，主要工业包括纺织、冶金和机械。由于地理位置优越，历史上大邱曾是朝鲜半岛的南部商业中心（首尔是中部中心；平壤是北部中心）。大邱盛产高品質的苹果和甜瓜，因此得名“苹果城”，除此之外，还有“纺织城”、“时装城”的美称。
大邱舉辦了2002年韓日世界盃足球賽、2003年夏季世界大學生運動會、2011年世界田徑錦標賽、2013年世界能源大會、2015年世界水論壇大會及2017世界室內田徑錦標賽等多項大型國際活動，使大邱躍升為國際城市。

## 大邱廣域市的象徵

### 象徵與標誌
大邱市的标志是三角形與橢圓的基本圖形構成的，象征圍繞大邱的「八公山與洛東江」的图形。表達出追求展望未來的進取性與世界的開放性，是充滿著活力的形象。
大邱市的吉祥物是「Fashiony」，其形象体现了韓國傳統飛天像花紋的美感与发展为21世紀國際性纖維時裝城的期望。
大邱市的品牌标志以「多采、多樣」的色彩來象徵陽光、美麗、富饒，活力的大邱，也期許將來大邱更多樣的發展。

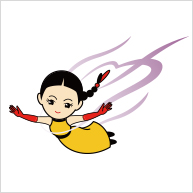

## 历史

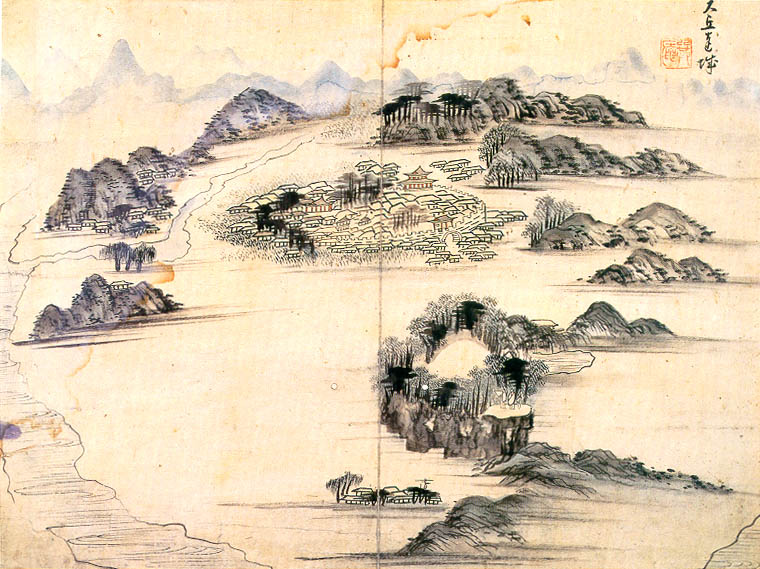
18世纪的大邱

古代弁辰24国当中的一国，有完达伐城。达城公园内目前还有完达伐城的遗迹。
根據在大邱達西區月城洞的舊石器時代遺址裡所所挖掘出的遺物，可以推測出從一至兩萬年前，大邱就有人居住的事實。大邱的古稱則分別有多伐（다벌）,達伐（달벌）, 達弗城（달불성）, 達句伐（달구벌）, 達句火（달구화）及大丘。其中則以達句伐和大丘最為人所知。
新罗时期，大邱分为威化郡和达句火县两部分。757年（景德王16年），威化郡改为寿昌郡，达句火县改为大邱县。高丽初期，大邱地区被分成寿城郡、大邱县和解颜县三部分。在1018年（显宗9年）的郡县改编过程中，寿城郡和解颜县被划为东京（今庆州）的下属郡、县，大邱县则被编入京山府的14个县中。:305
朝鲜王朝成立后，大邱依托肥沃的平原大地成为朝鲜的农业中心，人口不断增加，发展成为大邑。1394年（太祖3年），大邱县归属于寿城县和解颜县，1419年（世宗1年），升格为大邱郡，1466年（世祖12年）设为都护府。1601年（宣祖34年），朝鲜在大邱设庆尚道监营，大邱成为岭南地区的中心。:305-306
1945年光復以後，大邱人口急增，而成長為大城市。 1949年地方自治法实行后，大邱升格为市，1950年6月25日朝鮮戰爭時，以洛東江為防衛戰的最後堡壘城市，並且同年8月17日之前被定為大韓民國臨時首都。1963年开始实行区制，分成中区、东区、西区、南区和北区5个区，1980年又新增寿城区。1981年，大邱市升级为直辖市，达城郡的月背邑、公山面、漆谷郡的漆谷邑，以及庆山郡的安心邑被划入大邱。1995年1月，大邱直辖市升级为广域市。:306
2023年7月，在大邱慶北統合新機場計劃下，慶尚北道軍威郡編入大邱市管轄。

### 市級地位變遷
| 年份  | 政府       | 市名稱     | 所屬道     |
| 5世紀 | 新羅       | 達句火縣   | 上州       |
| 687   | 新羅       | 達句火縣   | 沙伐州     |
| 757   | 统一新罗   | 大丘縣     | 尚州       |
| 918   | 高麗國     | 大丘縣     | 嶺南道尚州 |
| 1009  | 高麗國     | 大丘縣     | 庆尚道尚州 |
| 1419  | 朝鮮國     | 大丘郡     | 庆尚道尚州 |
| 1466  | 朝鮮國     | 大丘都護府 | 庆尚道尚州 |
| 1750  | 朝鮮國     | 大邱都護府 | 庆尚道尚州 |
| 1896  | 日據朝鮮   | 大邱郡     | 慶尚北道   |
| 1910  | 日據朝鮮   | 大邱府     | 慶尚北道   |
| 1949  |            | 大邱市     | 慶尚北道   |
| 1981  | 大邱直轄市 | 中央管轄   |            |
| 1995  | 大邱廣域市 | 地方自治   |            |

## 地理
大邱广域市位于韩国庆尚北道南部中央地带，东邻庆山市，西临漆谷郡，南是达城郡，北接永川市，面积885.71平方公里，人口超254万。:305
大邱是内陆盆地，南北两侧被高山环绕。北部山区以八公山为主轴，以东南的醮礼峰（636米）为起点，经北面的环城山（809米）到印峰（891米），向西北达到主峰八公山（1192米）。南部山区以新川支流为界，分为西部的琵瑟山块和东部的龙祭山块两部分。琵瑟山块主峰琵瑟山高1084米，此外还有最顶山（915米）、青龙山（793米）、山城山（653米）、前山（659米）、龙头山等山峰。龙祭山块主峰是龙祭峰（634米），此外还有大德山（598米）和屏风山（576米）。大邱盆地有琴湖江和新川两条河流。琴湖江从盆地中部由东向西流入洛东江，新川从八条领向北与琴湖江合流。:306

### 气候
大邱广域市属大陆性气候，冷热温差很大。2002年年平均气温14.14摄氏度，其中1月份平均温度为-2.3摄氏度，8月份平均气温24.9摄氏度。大邱夏季高温炎热，8月平均最高气温达31.2摄氏度。1942年8月1日，大邱创下40摄氏度的韩国最高气温纪录。大邱雨水较少，年降水量为1,030毫米，湿度也低（66%）。:306
| 大邱广域市 (1981-2010) | 大邱广域市 (1981-2010) | 大邱广域市 (1981-2010) | 大邱广域市 (1981-2010) | 大邱广域市 (1981-2010) | 大邱广域市 (1981-2010) | 大邱广域市 (1981-2010) | 大邱广域市 (1981-2010) | 大邱广域市 (1981-2010) | 大邱广域市 (1981-2010) | 大邱广域市 (1981-2010) | 大邱广域市 (1981-2010) | 大邱广域市 (1981-2010) | 大邱广域市 (1981-2010) |
| 月份                   | 1月                    | 2月                    | 3月                    | 4月                    | 5月                    | 6月                    | 7月                    | 8月                    | 9月                    | 10月                   | 11月                   | 12月                   | 全年                   |
| ---------------------- | ---------------------- | ---------------------- | ---------------------- | ---------------------- | ---------------------- | ---------------------- | ---------------------- | ---------------------- | ---------------------- | ---------------------- | ---------------------- | ---------------------- | ---------------------- |
| 平均高温 °C（°F）      | 5.5 (41.9)             | 8.3 (46.9)             | 13.5 (56.3)            | 20.6 (69.1)            | 25.3 (77.5)            | 28.3 (82.9)            | 30.3 (86.5)            | 31.0 (87.8)            | 26.7 (80.1)            | 21.9 (71.4)            | 14.7 (58.5)            | 8.2 (46.8)             | 19.5 (67.1)            |
| 平均低温 °C（°F）      | −3.6 (25.5)            | −2.9 (26.8)            | 2.8 (37.0)             | 8.4 (47.1)             | 13.5 (56.3)            | 18.2 (64.8)            | 22.3 (72.1)            | 26.4 (79.5)            | 17.6 (63.7)            | 10.8 (51.4)            | 4.2 (39.6)             | −1.5 (29.3)            | 9.5 (49.1)             |
| 平均降水量 mm（）      | 20.6 (0.81)            | 28.2 (1.11)            | 54.1 (2.13)            | 62.9 (2.48)            | 80 (3.1)               | 142.6 (5.61)           | 224.0 (8.82)           | 235.9 (9.29)           | 143.5 (5.65)           | 33.8 (1.33)            | 30.5 (1.20)            | 15.3 (0.60)            | 1,064.4 (41.91)        |
| 平均相對濕度（％）     | 54.4                   | 53.6                   | 54.1                   | 53.2                   | 58.7                   | 65.5                   | 73.8                   | 72.9                   | 71.3                   | 64.5                   | 60.3                   | 56.8                   | 61.6                   |
| 月均日照時數           | 193.5                  | 185.2                  | 202.9                  | 220.4                  | 229.7                  | 183.8                  | 151.3                  | 165.3                  | 161.1                  | 203.2                  | 180.0                  | 189.7                  | 2,266                  |
| 来源：韩国气象厅       |                        |                        |                        |                        |                        |                        |                        |                        |                        |                        |                        |                        |                        |

## 行政區域

行政區劃圖

大邱分成7区和2郡。截至2021年12月，全市共有2,435,587人、1,077,151戶。
| 韩文名     | 汉字名     | 罗马拼音          | 人口数    | 户数      |
| 북구       | 北区       | Buk-gu            | 441,642   | 190,956   |
| 달서구     | 达西区     | Dalseo-gu         | 554,629   | 234,950   |
| 동구       | 东区       | Dong-gu           | 343,096   | 158,423   |
| 중구       | 中区       | Jung-gu           | 75,511    | 38,370    |
| 남구       | 南区       | Nam-gu            | 145,002   | 76,256    |
| 서구       | 西区       | Seo-gu            | 166,559   | 82,301    |
| 수성구     | 寿城区     | Suseong-gu        | 418,730   | 171,239   |
| 달성군     | 達城郡     | Dalseong-gun      | 267,473   | 111,398   |
| 군위군     | 軍威郡     | Gunwi-gun         | 22,945    | 13,258    |
| 대구광역시 | 大邱廣域市 | Daegu-gwangyeoksi | 2,435,587 | 1,077,151 |

## 经济
大邱广域市各的产业在经济中的比重分别为：服务业71.9%，矿业制造业19.6%，建设业7.3%，农林漁业1.2%。
大邱的主要工业包括纺织、冶金和机械。大邱的西部和北部布满了各种工业厂房。2008年，韩国政府已将大邱及其周边地区划为大邱庆尚自由经济区，主要发展知识产业和制造业。
由于优越的地理位置，历史上大邱曾是朝鲜半岛的南部商业中心（首尔是中部中心；平壤是北部中心）。昔日一些大的市场比如西门市场目前在大邱依然繁荣依旧。大邱也曾是韩国续首尔和釜山之后的第三大经济城市。但是随着大邱支柱产业纺织业的衰落，大邱的经济地位也在下滑。2003年以来，大邱的人口也开始出现负增长。为了应对下滑的经济，当地政府已经开始在大邱打造时装业。
大邱属亚热带气候是韩国比较温暖的地区。这种气候造就了大邱高品質的苹果和甜瓜。果业也是大邱经济重要的一部分。
2019年大邱市的地區內生產總值為57兆961億韓幣，佔全國的3.0%。人均所得上升到2,395萬韓元。

## 产業

### 農業
1995年達城郡與大邱市進行耕地整合之後，大邱市的農業比重增加。截止到2020年，大邱的農林漁業人口數量為約31,000人。
位於洛東江和錦湖江之間的達城郡是主要的大米生產地。目前郊區農業與乳酪業的比重正不斷增加中。  
| 合計 | 百貨公司 | 購物中心 | 大型超市 | 專門店 | 登記市場 | 大型商店 |
| ---- | -------- | -------- | -------- | ------ | -------- | -------- |
| 188  | 7        | 6        | 18       | 2      | 146      | 9        |

| 市場名稱     | 所在地                       | 店舖數量 |
| ------------ | ---------------------------- | -------- |
| 西門市場     | 大邱广域市中区大新洞 115-378 | 4,067    |
| 七星市場     | 大邱广域市北区七星洞1街      | 1,136    |
| 八達市場     | 大邱广域市北区鲁院洞2街      | 420      |
| 西南(新)市場 | 大邱广域市达西区甘三洞       | 140      |
| 鳳德(新)市場 | 大邱广域市南区凤德路115      | 274      |

| 區分   | 合計      | 會展中心 | 批發中心  | 企業圈   | 物流中心  | 支援設施 | 公共設施用地 |
| ------ | --------- | -------- | --------- | -------- | --------- | -------- | ------------ |
| 面積   | 837,721.1 | 79,966.0 | 165,102.6 | 56,449.2 | 160,588.3 | 50,470.8 | 325,144.2    |
| 商家數 | 2,642     | 43       | 2,237     | 189      | 107       | 66       | -            |

### 商業
大邱自古作為交通要衝與嶺南地區的中心地就已經十分發達，在朝鮮時代時，全韓三大市場之一的西門市場與藥令市已聞名在外。
截止至2021年，大邱市內共有7個大型百貨商場，18個大型超市，6個購物中心，146個市場，1個綜合流通園地。 
| 區分             | 面積 (千平方公尺) | 工廠用地 (千平方公尺) | 企業數 | 企業數 | 企業數    | 企業數 | 企業數 |
| ---------------- | ----------------- | --------------------- | ------ | ------ | --------- | ------ | ------ |
| 區分             | 面積 (千平方公尺) | 工廠用地 (千平方公尺) | 合計   | 紡織   | 機器/金屬 | 電子   | 其它   |
| 合計             | 44,585            | 23,993                | 9,472  | 1,182  | 3,668     | 738    | 3,884  |
| 染色产业园区     | 850               | 589                   | 127    | 126    | 0         | 0      | 1      |
| 黔丹产业园区     | 782               | 570                   | 574    | 25     | 235       | 122    | 192    |
| 達城第一產業園區 | 4,079             | 2,537                 | 349    | 77     | 108       | 12     | 152    |
| 達城第二產業園區 | 2,707             | 1,378                 | 285    | 17     | 127       | 14     | 127    |
| 城西产业园区     | 12,660            | 7,414                 | 2,818  | 420    | 1,162     | 2,314  | 922    |
| 出版产业园区     | 243               | 94                    | 116    | 0      | 0         | 0      | 116    |
| 玉浦论工园区     | 160               | 133                   | 45     | 17     | 6         | 4      | 18     |
| 具论工园区       | 193               | 160                   | 20     | 2      | 3         | 4      | 12     |
| 第三产业园区     | 1,685             | 1,284                 | 2,481  | 65     | 1,683     | 166    | 567    |
| 西大邱工业园区   | 2,662             | 1,287                 | 2,298  | 406    | 210       | 37     | 1,645  |
| 達成大成海斯克   | 59                | 40                    | 0      | 0      | 0         | 0      | 0      |
| 亞洲城           | 1,176             | 169                   | 57     | 16     | 12        | 8      | 21     |
| 科技城           | 7,259             | 2,930                 | 91     | 11     | 32        | 24     | 24     |
| 大邱国家产业园区 | 8,559             | 4,911                 | 211    | 0      | 90        | 34     | 87     |
| 錦湖水城         | 1,184             | 340                   | 0      | 0      | 0         | 0      | 0      |
| 栗下城市尖端     | 167               | 59                    | 0      | 0      | 0         | 0      | 0      |
| 新西城市尖端     | 149               | 98                    | 0      | 0      | 0         | 0      | 0      |

### 工業
大邱是韓國內部地區的重要工業城市，以纖維、冶金、機械領域見長。過去纖維產業佔總產業規模的一半，而這個趨勢現在還持續增長。截至到2020年，大邱市內纖維工廠以4,627個的數量壓倒性的多於1,585個的機械冶金工廠數。

### 未來尖端產業
大邱為了成為韓國的未來尖端醫療先導城市、未來型汽車先導城市、物聯智能的智慧城市、清潔能源國際環保城市，持續不斷的著力在以上領域的發展。
- 未來型汽車產業[7]

大邱市在未來型汽車產業領域通過電動商用車生產工廠的建設與投資維持，大同工業與雷諾三星成功的通過合作研發了1噸級電動商用車並且確定投產。無人駕駛汽車試運行園地也在大邱成立，包括普及電動汽車與完善充電設施等領域也充分發揮著未來型汽車先導城市的作用。

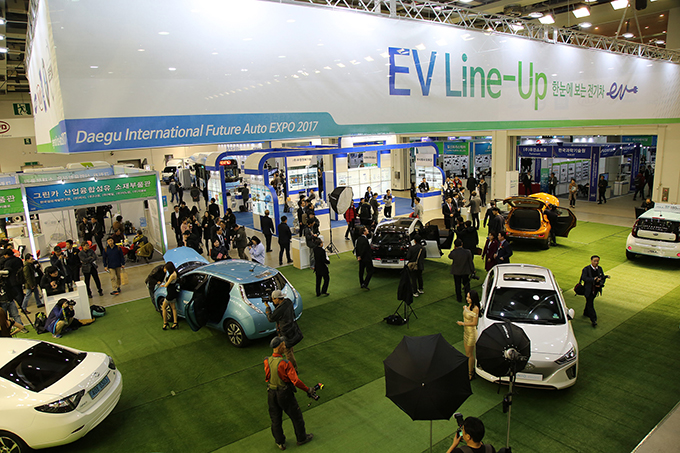
2017大邱國際未來汽車展

- 智慧城市

大邱正致力於發展"大邱式智慧城市”，如今，大邱吸引現代機器人‧安川電機(日本)‧KUKA(德國)等跨國機器人企業，建設機器人產業及群來˙發展成為機器人產業開發的聖地。

並且，與SK電訊、三星電子聯手構建IOT(物聯網)測試台(測試系統)和全國最早IOT專用網，躍為第四次產業革命的先鋒。
- 2017韓國ICT展

- 尖端醫療產業

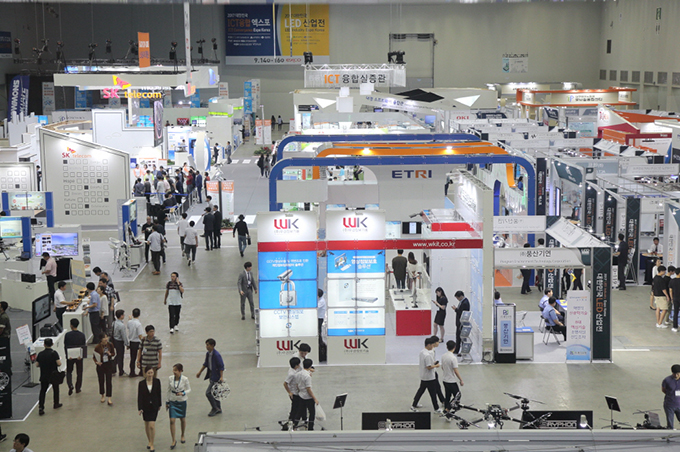
2017韓國ICT展

大邱市的醫療產業截止到2018年共有國家級機關15個，醫療企業130個，提供了共4300個職位機會，共吸引了25000名醫療觀光客前來，正向著醫療之城大步邁進。尖端醫療綜合園區也是持續的向高標準高要求的國際化水準前進，通過擴大醫療產業的投入，來使大邱成為世界聞名的醫療之城。
- 韓國腦研究院-尖端設備中心

- 新能源領域

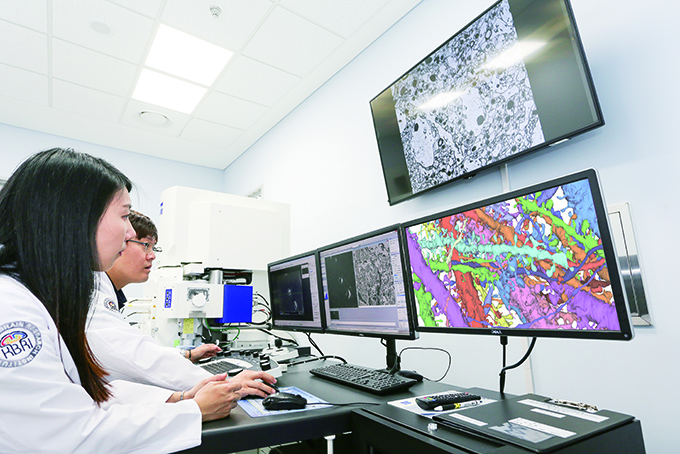
韓國腦研究院-尖端設備中心

為了達成全市在2030年以前新能源普及率達到20%及能源消耗量減少15%的目標，大邱市正努力前進著。 Test-bed項目建設與資源分散化、能源效能最大化及地區能源產業再教育等項目上，大邱市也在積極推進中。

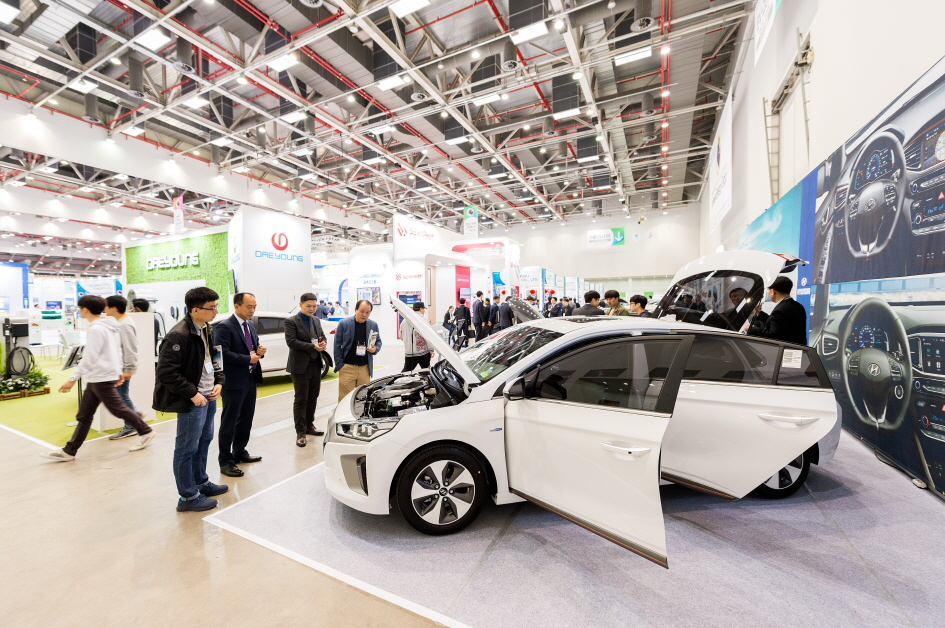
2017 大邱綠能展

### 时装业
20世纪90年代以来，大邱一直致力于在其纺织业和服装加工业的基础上打造时装产业，把大邱打造成“时装之都”。每年或每半年大邱就会举办时装展览会。一个时装新城正在大邱的东北部建设中，其目标是建成东亚的时装枢纽。

## 交通
巴士與地鐵是大邱的主要交通方式。前往大邱的話可以利用航空、鐵路、巴士等方式。

### 道路
亞洲1號高速公路穿過大邱，貫穿連接全國的7個高速公路路線及5個國土路線以放射狀連接市區:新川大道、
前山循環道路、新川洞等城市高速公路。

### 計程車
| 實行日     | 小型計程車    | 小型計程車 | 小型計程車 | 中型計程車    | 中型計程車 | 中型計程車 | 模範計程車    | 模範計程車 | 模範計程車 |
| ---------- | ------------- | ---------- | ---------- | ------------- | ---------- | ---------- | ------------- | ---------- | ---------- |
| 實行日     | 基本 費率     | 距離 收費  | 時間 收費  | 基本 費率     | 距離 收費  | 時間 收費  | 基本 費率     | 距離 收費  | 時間 收費  |
| 2013.01.01 | 2km為止 2,200 | 每170m 100 | 每41秒 100 | 2km為止 2,800 | 每144m 100 | 每34秒 100 | 3km為止 4,000 | 每150m 200 | 每36秒 200 |

### 铁路
大邱是韩国内陆铁路的中心。韩国的主要铁路京釜线途径于此。东大邱站是大邱最大的火车站也是续首尔站之后的韩国第二大火车站，其火车运量是韩国最大的。2004年东大邱站经过扩建后可以运营包括韩国高铁在内的各种列车机型。大邱的市中心还有个大邱站，是韩国第10大火车站。大邱线与京釜线的交接处是佳川站。
- 大邱圈廣域鐵路：2018年4月龜尾~慶山區間開工，預計2020年通車。第2,3階段將會鏈接密陽到金泉，並且西大邱站將會建設成綜合換乘中心，KTX也將通車。

### 地铁
大邱都市鐵道由大邱都市鐵道公社營運，自1997年通車，迄今擁有3條路線及91個車站。還有在計劃建立EXCO、循環線都市鐵道。
- 1號線:安心-舌化椧谷
- 2號線:汶陽 -嶺南大學
- 3號線:漆谷慶大醫院-龍地

### 巴士
大邱的巴士线路由3个数字构成，每个数字代表着运营的地区。比如407路巴士是4区、0区和7区的线路。其它的巴士一般是环线的。
- 長途巴士：大邱有兩個高速巴士車站與五個長途巴士車站，有通往韓國各地的客車。
- 市內巴士(대구광역시 버스노선 안내 시스템（页面存档备份，存于）)

| 車別     | 車別   | 普通票 (滿18歲以上) | 學生票 (12~18歲) | 孩童票 (5~11歲) |
| -------- | ------ | ------------------- | ---------------- | --------------- |
| 一般巴士 | 交通卡 | 1,250               | 850              | 400             |
| 一般巴士 | 現金   | 1,400               | 1,000            | 500             |
| 高速巴士 | 交通卡 | 1,650               | 1,100            | 650             |
| 高速巴士 | 現金   | 1,800               | 1,300            | 800             |

### 航空
大邱國際機場位於大邱東區(공항로 221)。1961年，首先作為國內機場開放，並於1996年成為國際機場，開通了前往大阪的國際航班。 與大邱空軍基地（K-2）相互共享跑道等一部分的設施。可以說大邱國際機場是一個與韓國空軍與駐韓美軍共用飛行跑道的軍民兩用機場，目前主要運營韓國國內航班與亞洲地區的國際航班。
大邱國際機場的直航城市目前有飛往台灣台北的航線，以及日本的東京，大阪、福岡並且還有飛往大中華地區的上海、威海、延吉、張家界航線。此外，大邱機場在東南亞地區也是有直航班機，其中包括卡利博、宿霧、曼谷、峴港、河內和芽庄航線。在此之外，還有在大阪轉機再飛往關島的班機。地處韓國國土中心區域的大邱國際機場可以通過東大邱站連接全國各地，是該地區十分重要的對外聯絡窗口。距離慶山、永川等大邱周邊城市的車程大約為30分鐘。距離釜山廣域市只需40分鐘高鐵，距離韓國首都首爾也只需1小時40分鐘。
以2019年為基準，大邱國際機場主要國際飛行路線有台北、峴港、上海等航線。日本則有飛往東京、大阪及福岡等航線。東南亞地區則有曼谷、峴港、宿霧等航線。在此之 外，還有飛往關島的班機。

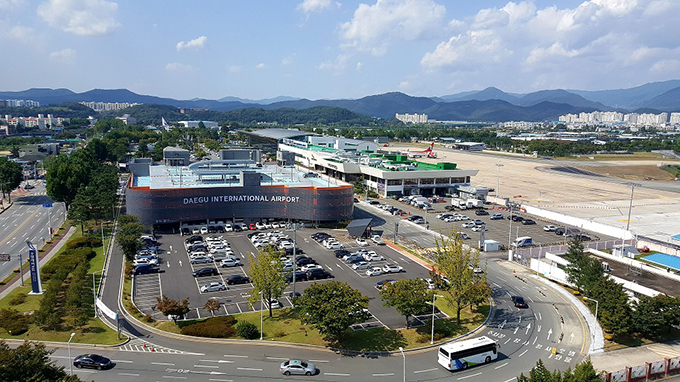
大邱國際機場

## 文化觀光

### 慶典
大邱的代表慶典有：大邱色彩繽紛節，大邱國際歌劇節，炸雞啤酒節及大邱國際音樂劇節。
大邱色彩繽紛節是在每年5月在大邱廣域市舉辦的代表性市民慶典，是展示各種文化藝術體驗活動及華麗遊行的大邱著名慶典之一。
被聯合國教科文組織選為「音樂創意城市」的大邱，從2006年開始便每年在大邱舉辦韓國唯一的音樂劇慶典”國際音樂劇節(DIMF)”，並透過此慶典與大邱市民及全世界一起享受音樂劇文化。
大邱炸雞啤酒節是以大邱代表的炸雞與啤酒為主題的慶典，每年都吸引100萬名遊客參與，除了能享用炸雞、啤酒之外還有許多體驗空間及活動。

大邱國際歌劇節是在大邱Opera House落成之際，同時成功地舉辦了2003大邱歌劇節。之後在每年的9~10月份左右，便會以歌劇為主題展開長達1個月的大邱歌劇節，活用當地的音樂性與文化特徵發展成與其他城市不同的慶典。

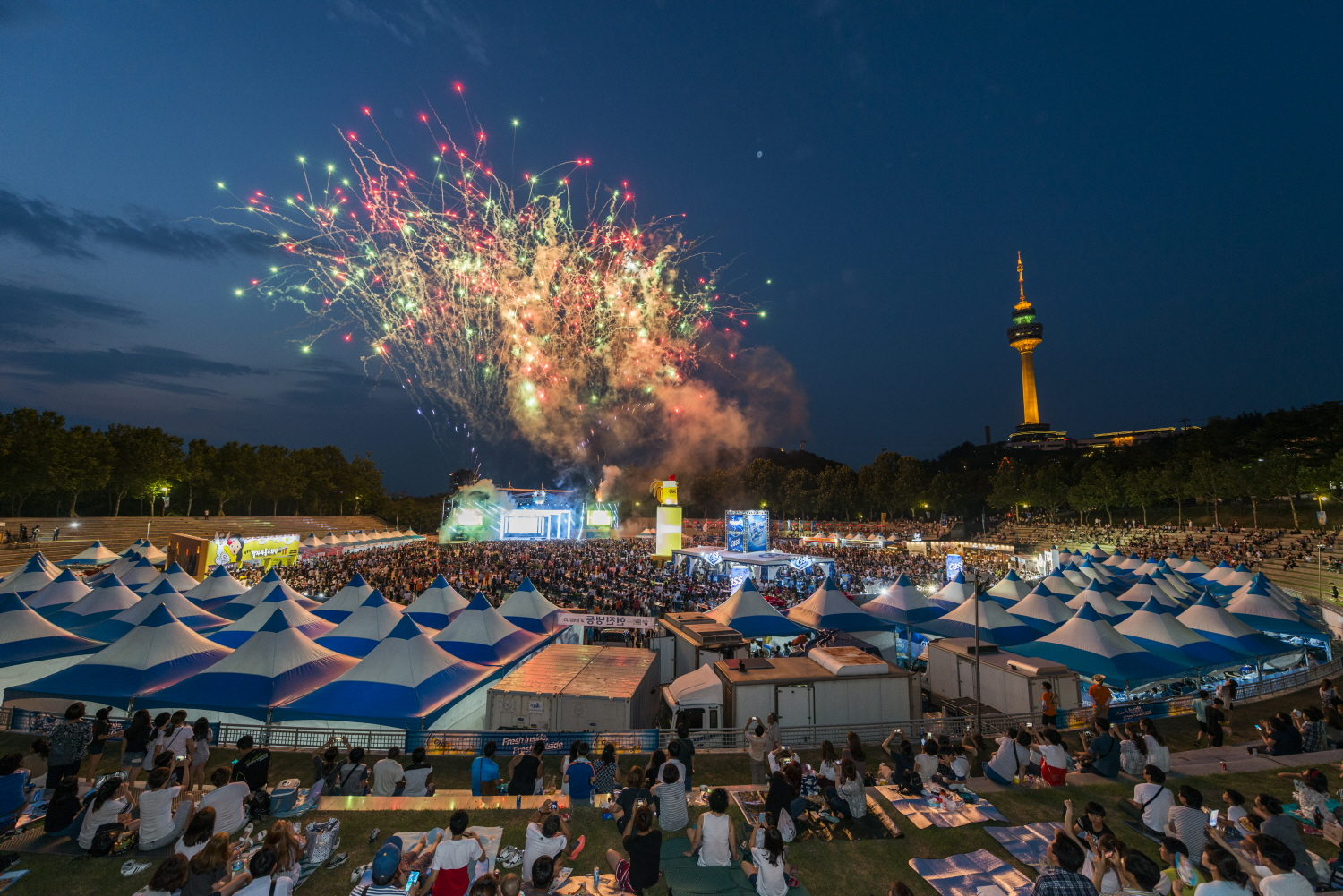
炸雞啤酒節
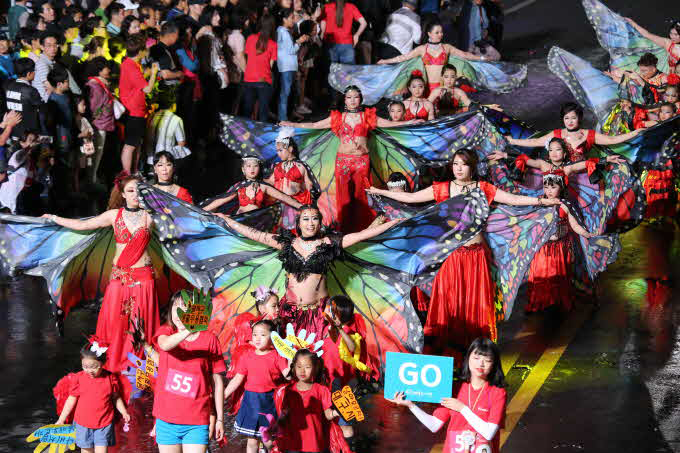
大邱色彩繽紛節
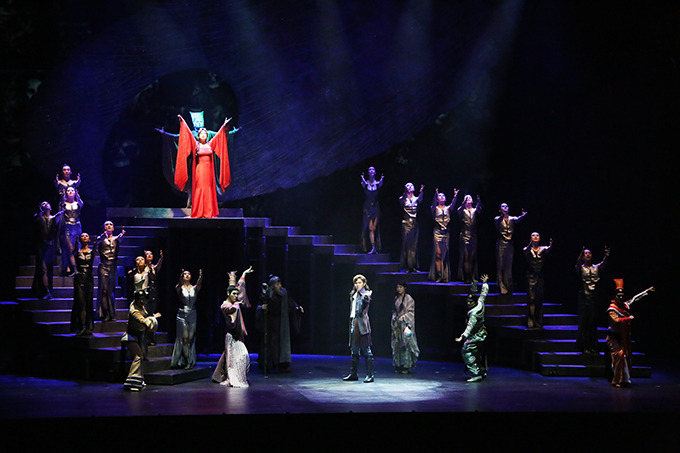
國際音樂劇節
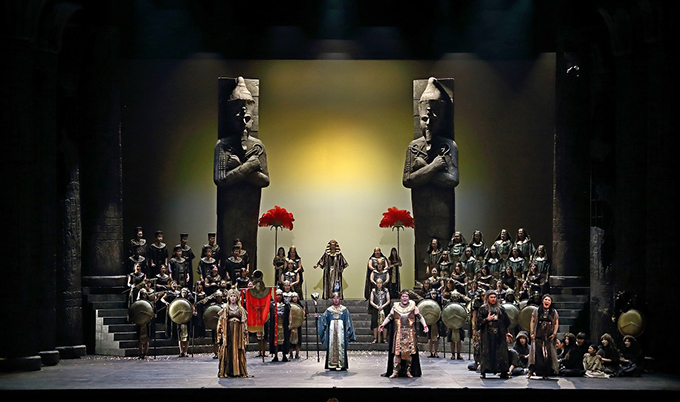
國際歌劇節

### 主要觀光地

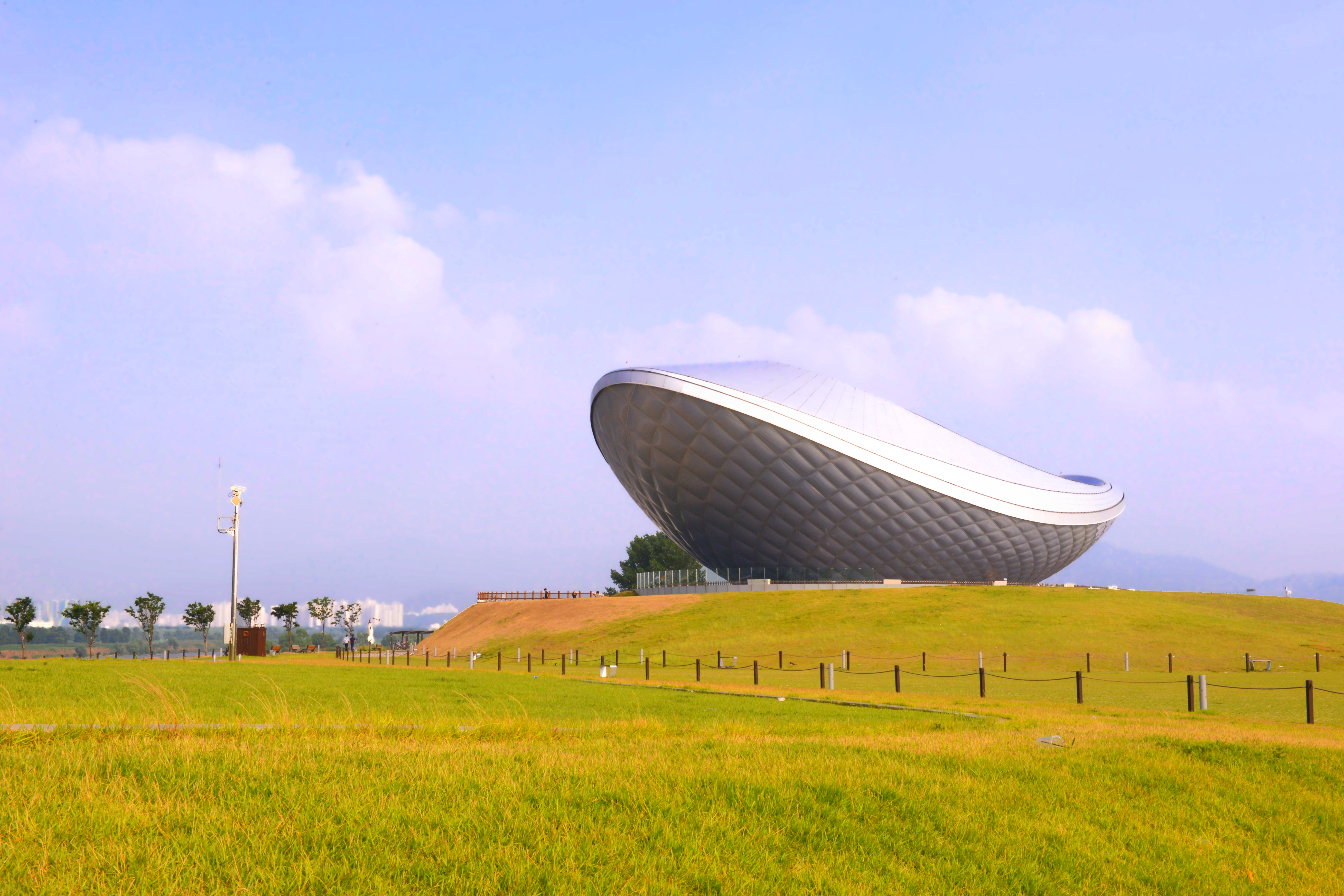
在水的共通主題之下，The Arc成為一個和參訪遊客一同進化的複合演出空間與共同完成的藝術作品。整體內部裝潢設計摩登而簡潔洗練，有協調的地下1樓展示空間與藝術畫廊，1樓與2樓則設有以水為主題的巨大環形劇場，3樓則有能欣賞周邊自然環境的觀景臺，為參訪旅客提供了豐富而有益身心的各種體驗。
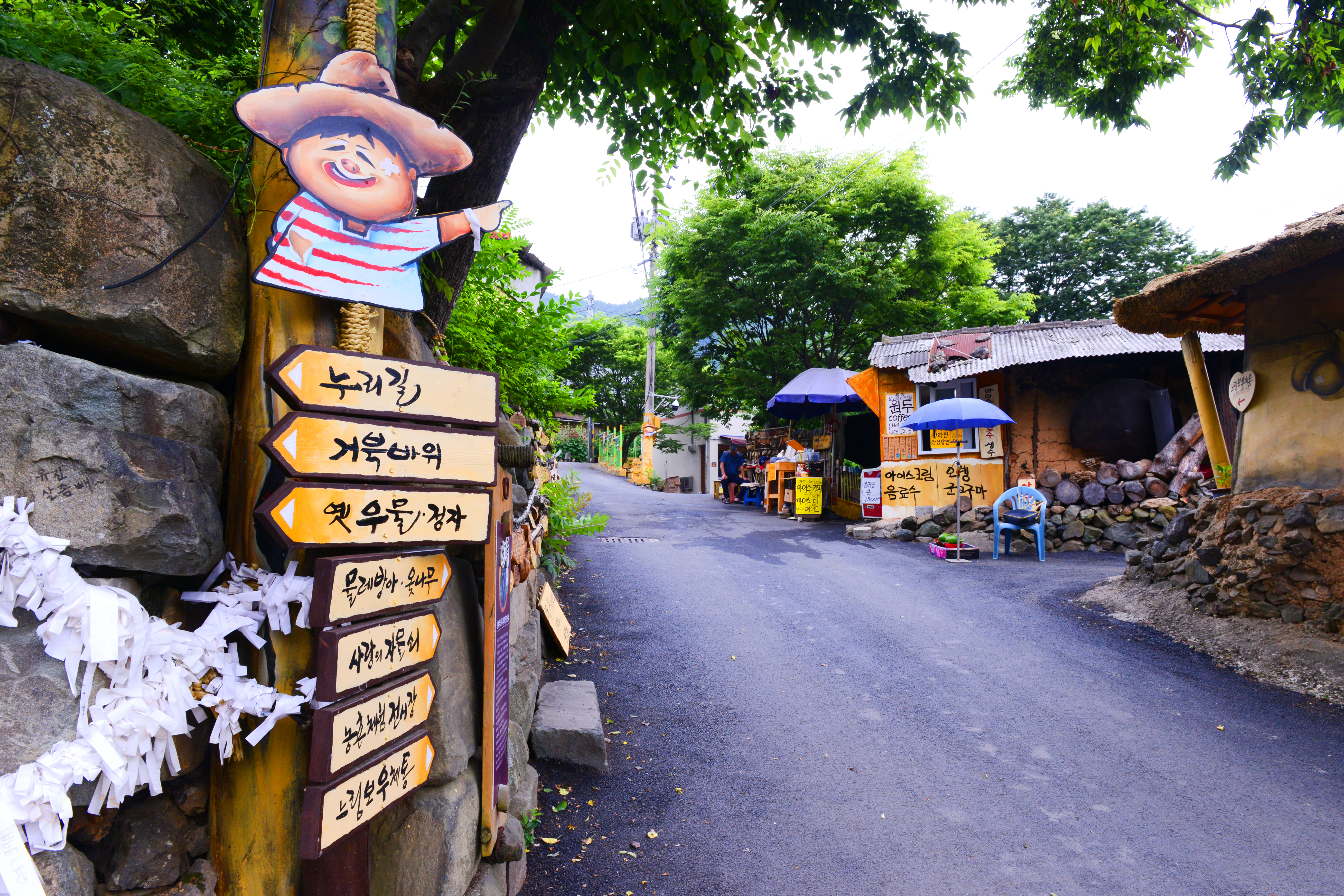
鮮花綠樹和風趣木偶烘託鄉土氣色，馬飛亭神奇故事的壁畫更是神奇誘人。農村體驗場、黃土屋、環路等豐富多彩的體驗和看點，使壁畫村成為觀光景點。

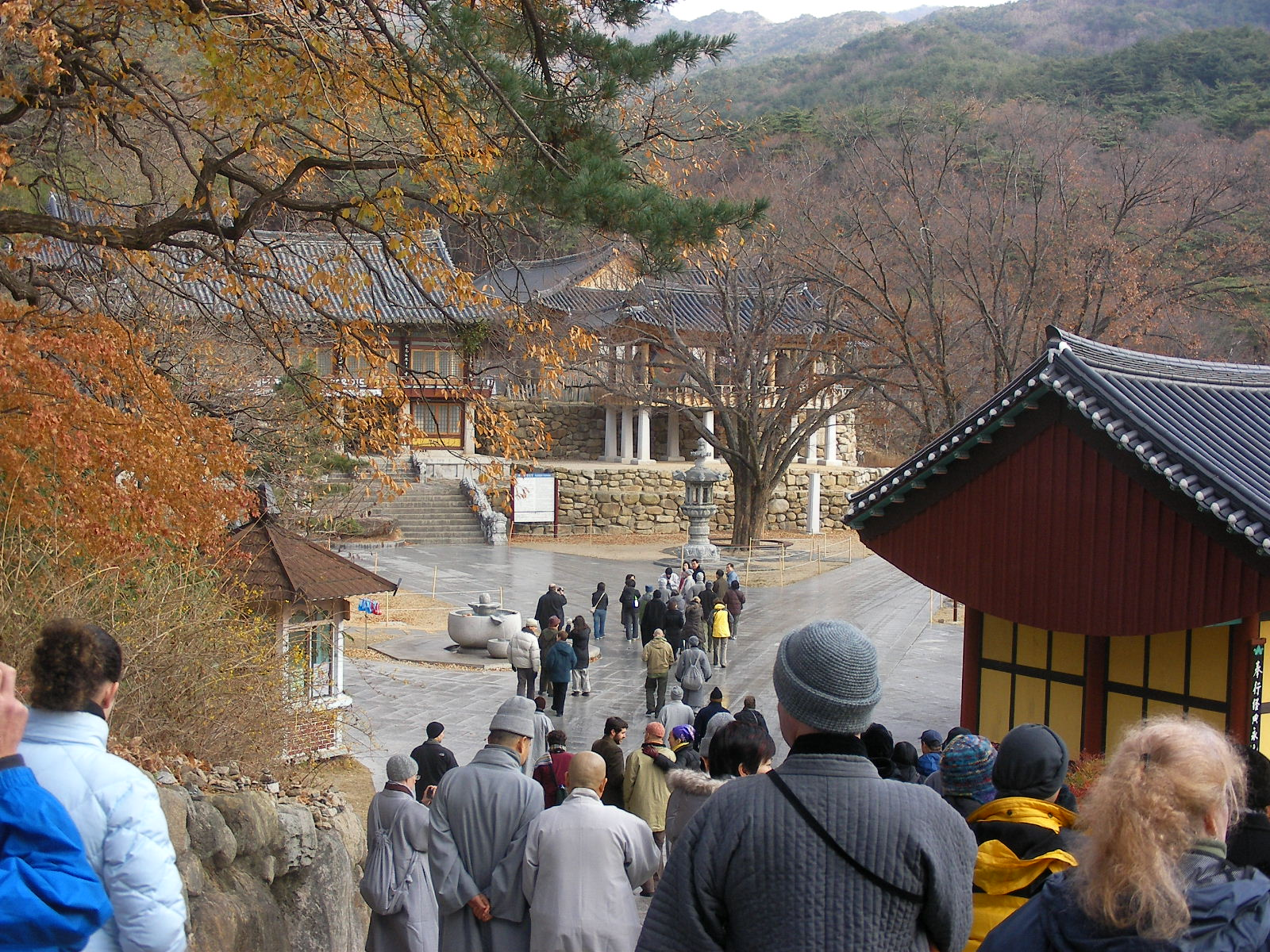
桐华寺

- 大邱塔西邊的頭流公園（面積1,653,965㎡）有頭流山、聖堂池和開展豐富多彩的展示活動與表演的‘大邱文化藝術會館’。多功能運動場、游泳場、足球場、網球場、棒球場、單排滑輪賽場等眾多市民體育設施和2.28紀念塔、人物銅身、雕刻公園等具有像徵紀念意義的空間，以及成為大邱地方觀光根據地的觀光信息中心、舉行表演和節目的露天音樂堂都是仲夏夜的最受人歡迎的修養地。
- 八公山上的冠佛岩是大邱最著名的景点。冠佛的石头帽子很有名。韩国各地的游客都大邱拜见冠佛。从行政区划上讲冠佛岩位于庆尚北道庆山市。
- 大邱北郊的桐华寺始建于新罗时期。许多新罗文物在此被发现。大邱城郊还有供人们修生养性的道東書院、鹿洞書院等。
- 大邱周边还有海印寺，寺内藏有高丽八万大藏经，被联合国教科文组织指定为世界遗产。
- 83塔:在游乐设施与展示主题空间共存的欧式城市公园中，不论男女老少都可以尽情享受。经过正门广场便可以见到雨伞光路、星光阶梯及浪漫花园等拍照区。一入夜，在83塔展望台便能欣赏到五彩缤纷的E-World夜景及360度无死角的大邱夜景。在星光庆典期间，可以享受到更加华丽的夜晚。
- 前山瞭望台被评价为城市与自然、历史与未来共存的代表建筑物。因为可以瞭望大邱市区，所以成为大邱受人瞩目的旅游景点之一。除了是个吸引很多游客的知名景点以外，前山瞭望台也是生活在大邱的市民们提供切身体会大邱市演变的教育场所。在大谷乘坐缆车可到达瞭望台（需要15分钟），也可在安地郎由登山路步行到瞭望台（需要一个小时）。
- 可以在水边散步和欣赏喷泉表演和夜景的寿城游园区。 寿城池和从凡勿洞龙池峰开始，一路绵延至西北部的缓丘交相辉映的景象十分美丽。 。夜晚映照在水面上的灯光，闪闪发光，映入眼帘。
- 1986年被指定为达城郡郡立公园的琵琶山。 春天，高处约30万平方的山间开满金达莱，景色壮观。每年4~5月都会举办杜鹃花庆典，秋天实有枫叶和芒草，冬天的冰花园更是颇为有名。公园内有许多寺庙等文化财产。
- 近代胡同是从青罗山丘开始一直到斯威策教士住宅（传教博物馆）、查尼斯教士住宅（医学博物馆）、布莱尔教士住宅（教育和历史博物馆）、大邱第一教会、三一运动之路、桂山圣堂的一条体验韩国近代史的大邱特别观光景点。
- 八公山缆车因为坡度陡、缆绳长度较长，所以在欣赏风景的同时，还给人像是搭乘游乐器材的刺激感。缆车的终站位于新林峰的山顶，这里与毘卢峰山顶的祭天坛、东边的冠峰(笠岩)大佛齐名，是祈福的代表性圣地。缆车的终站与祭天坛和大邱世界杯竞技场呈一直线，整个地势像是凤凰张翼高飞的样子，而缆车位于正中间，在风水学上为块圣地。
- 大邱最大的常设传统市场-西门市场自古被称为大邱市场，在朝鲜时代与平壤市场、江景市场一起被举为全国三大市集而闻名。2016年开张的夜市跃为可同时享受美味和浪漫的旅游名胜。这里是由海产品商街、大商业街等8地区所组成，大约也有5,522个店铺。
- Spavalley温泉乐园是位于冷泉里的温泉设施和桑拿设施，自2003年开始营业。有健身房、温泉池，儿童乐园，三温暖房、黄土睡眠室，露天温泉，阴离子体验房），野外水上乐园，冲浪场、露天汤等设施。
- 大邱药令市是朝鲜时期重要的药材集散地而逐渐形成并传承至今的市场。 现在仍留有大邱药令市身影的地方是大邱广域市中区南城洞一带。 两侧林立着成片的中药店、中医院、人参店、药剂师、制汤店、制丸粉店、中药茶馆、中药饮食店、中医传统商品店等350多家店面，形成了如今的药令市。

### 文化遺產
|                      | 種類           | 個數(單位: 件) |
| 國家指定文化遺產(98) | 國寶           | 3              |
| 國家指定文化遺產(98) | 寶物           | 77             |
| 國家指定文化遺產(98) | 天然記念物     | 2              |
| 國家指定文化遺產(98) | 史蹟           | 9              |
| 國家指定文化遺產(98) | 國家民俗文化財 | 5              |
| 國家指定文化遺產(98) | 國家無形文化財 | 2              |
| 市指定文化遺產(124)  | 有形文化財     | 85             |
| 市指定文化遺產(124)  | 無形文化財     | 17             |
| 市指定文化遺產(124)  | 紀念物         | 18             |
| 市指定文化遺產(124)  | 民俗文化財     | 4              |
| 登錄文化遺產         | 登錄文化遺產   | 13             |
| 文化遺產資料         | 文化遺產資料   | 52             |

### 觀光巴士
大邱市為了宣傳觀光資源，於2000年12月2日開始運營城市觀光巴士，途徑各種文化遺跡、景點、著名建築群等地。
循環路線
- 1. 市內循環路線: 東大邱站-大邱機場-三星創建園區/大邱歌劇院-金光石路-東城路-近代文化路-青蘿之丘站/西門市場-E World 頭流公園-安吉郎烤腸街-前山展望台-壽城池-國立大邱博物館-東大邱站

### 觀光路線
主題路線
- 1. 八公山路線: 青羅之丘站/西門市場-東大邱站-大邱機場-不老洞古墓群/纖維博物館-桐華寺-市民安全主題公園-方字鍮器博物館-東大邱站-青羅之丘站
- 2. 琵瑟山路線: 青羅之丘站/西門市場-東大邱站-大邱機場-國立大邱科學館-道東書院-宋海公園/琵瑟山自然休養林-東大邱站-青羅之丘站/西門市場
- 3. 壽城嘉昌路線: 青羅之丘站/西門市場-東大邱站-金光石路-壽城區-鹿洞書院/日韓友好館-大邱美術館-慕明齋-東大邱站-青羅之丘站/西門市場
- 4. 洛東江路線: 青羅之丘站/西門市場-東大邱站-大丘機場-沙門津渡口-馬飛廳壁畫村-仁興村-The ARC-東大邱站-青羅之丘站/西門市場
- 5. 夜景路線 (夏季4-10月): 青羅之丘站/西門市場-金光石路-前山展望台-壽城區-青羅之丘站/西門市場
- 6. 夜景路線 (夏季11-3月): 青蘿之丘站/西門市場-金光石路-青蘿之丘-83塔-青蘿之丘站/西門市場
- 7. 體驗主題路線: 麥芽糖製作、摘蘋果、美術館一日遊、木工藝製作等

### 大邱十二景

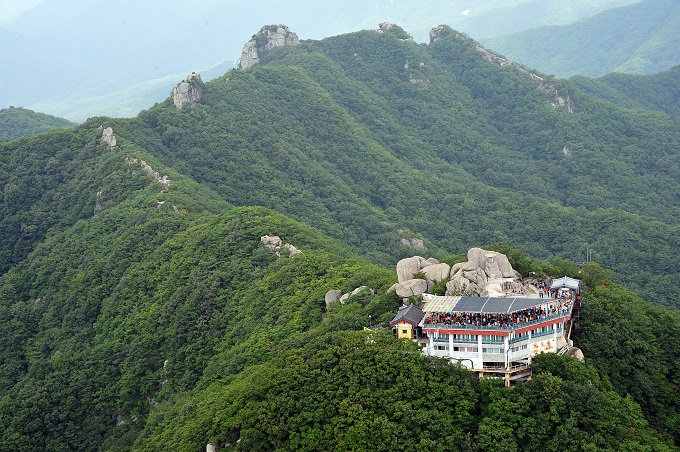
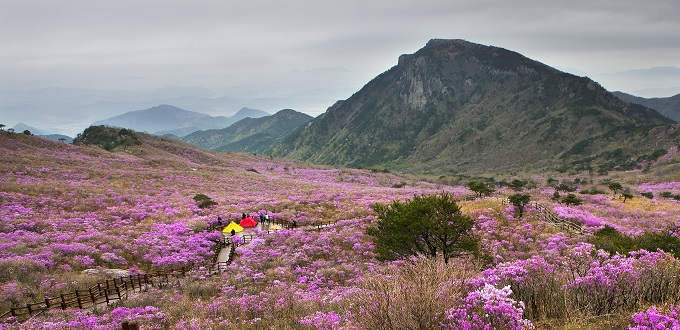
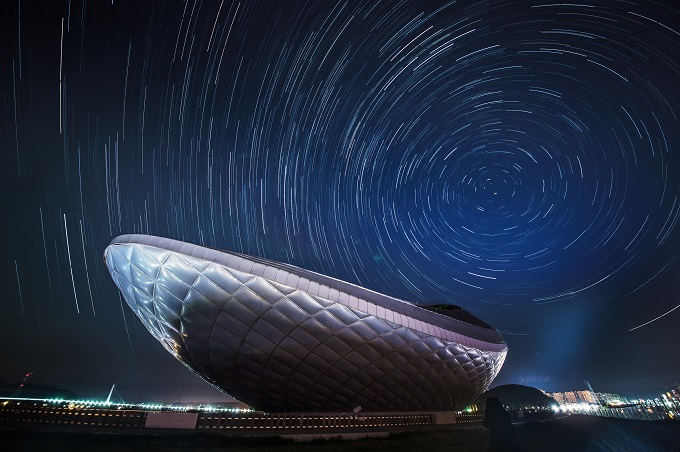
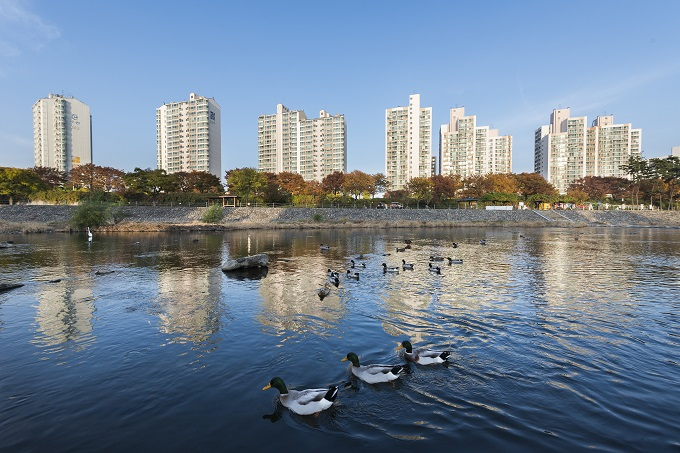
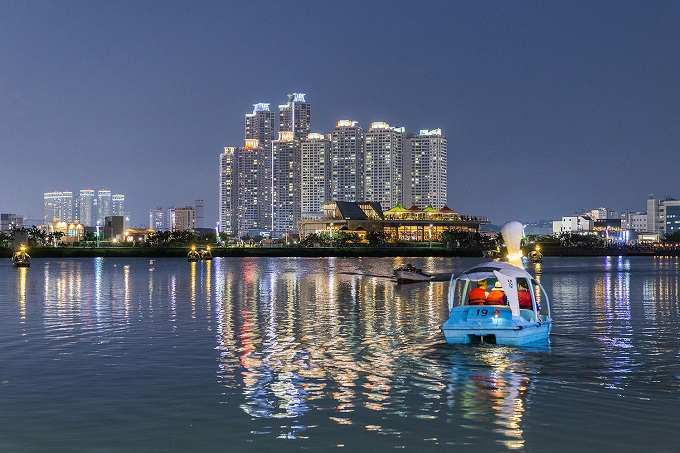
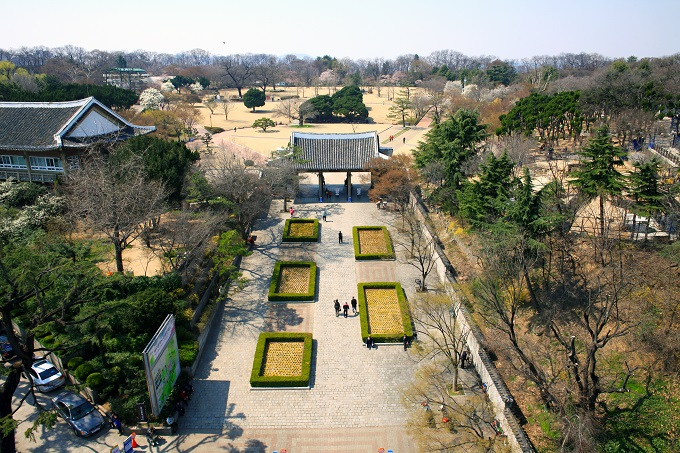
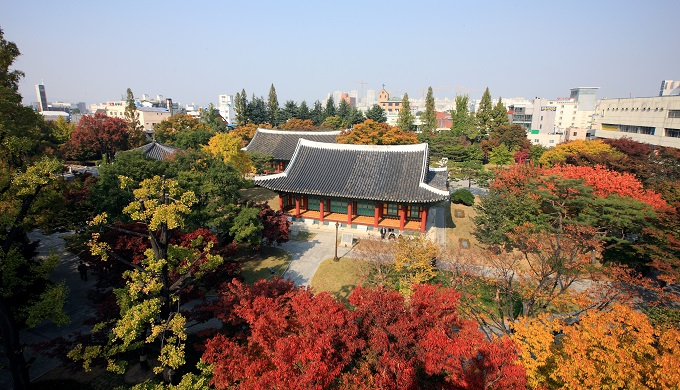
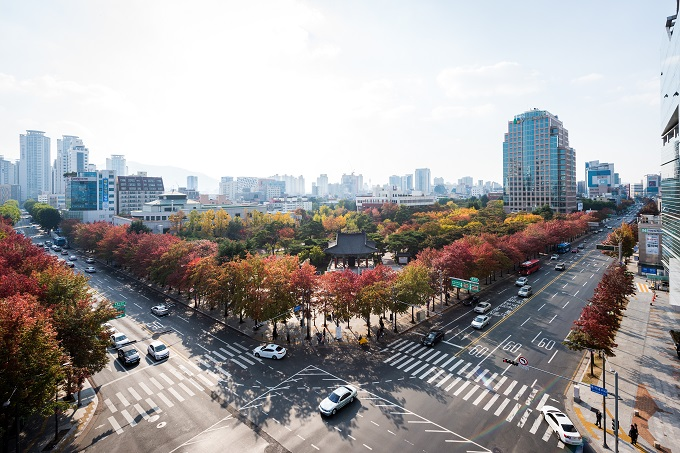
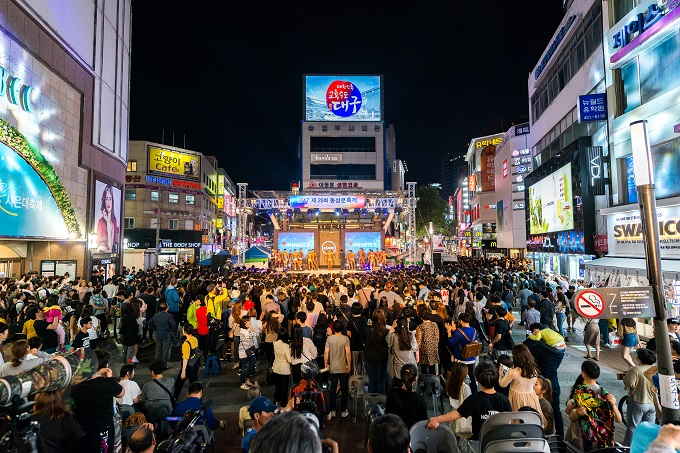
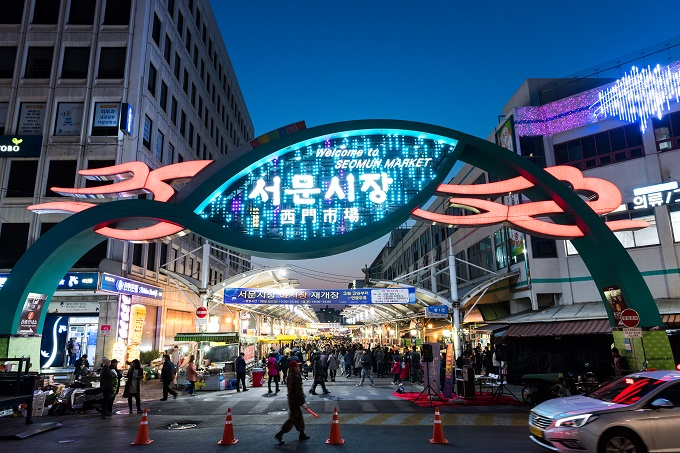
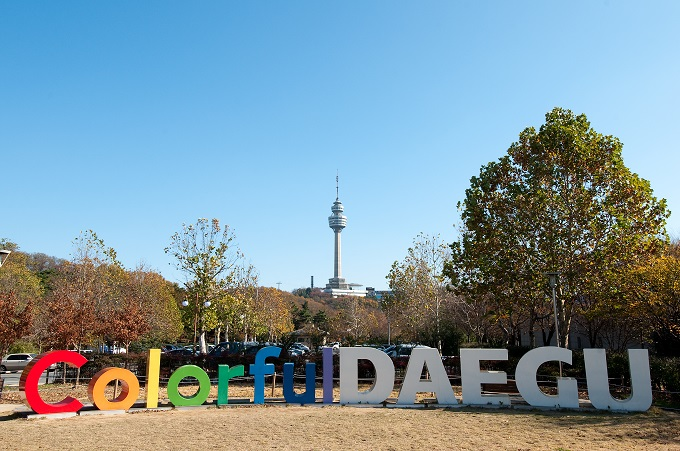
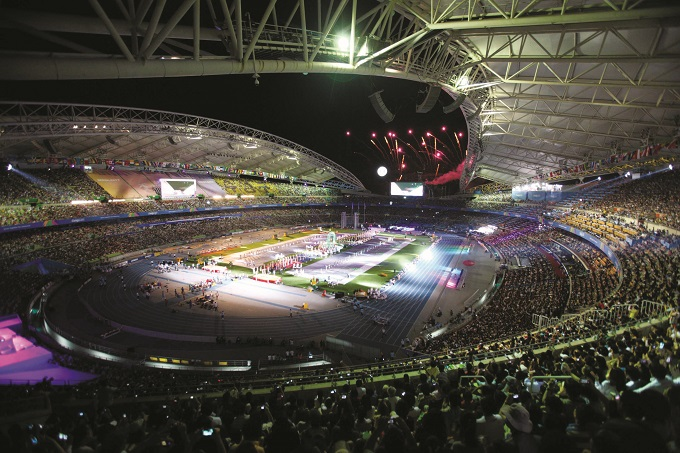

### 大邱十味

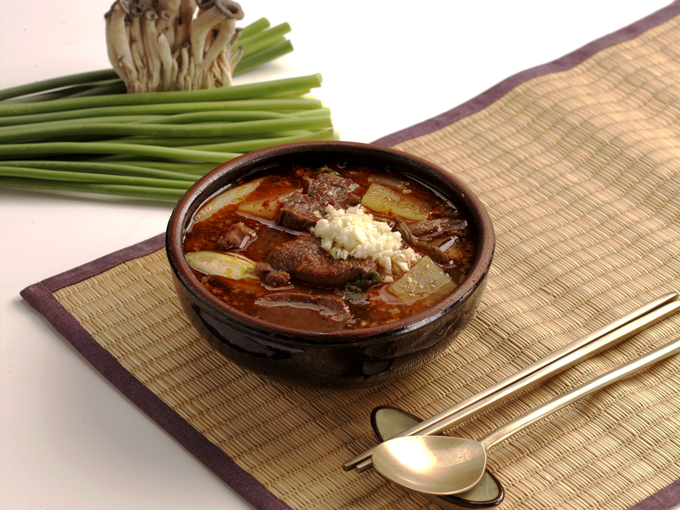
第一味-辣牛肉湯
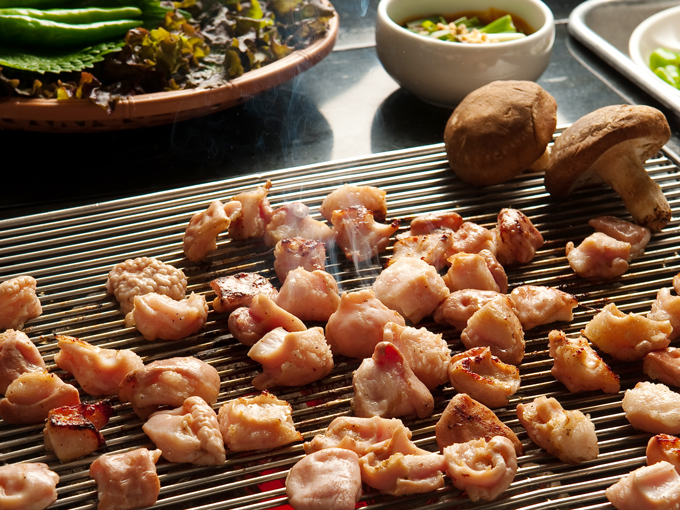
第二味-烤腸
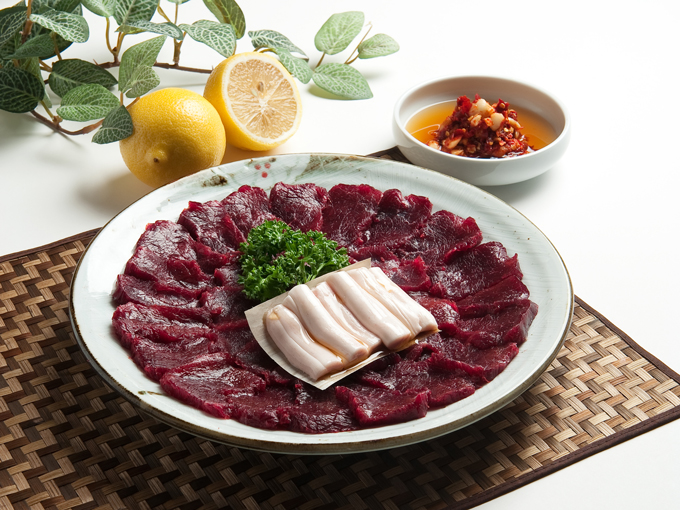
第三味-生牛肉
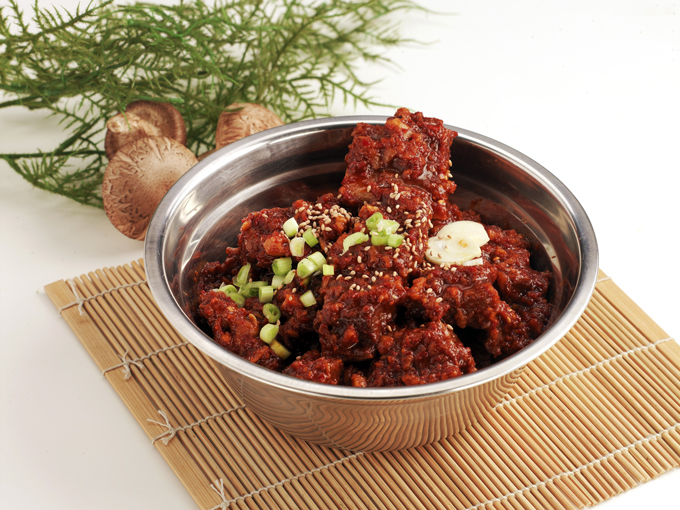
第四味-辣燉排骨
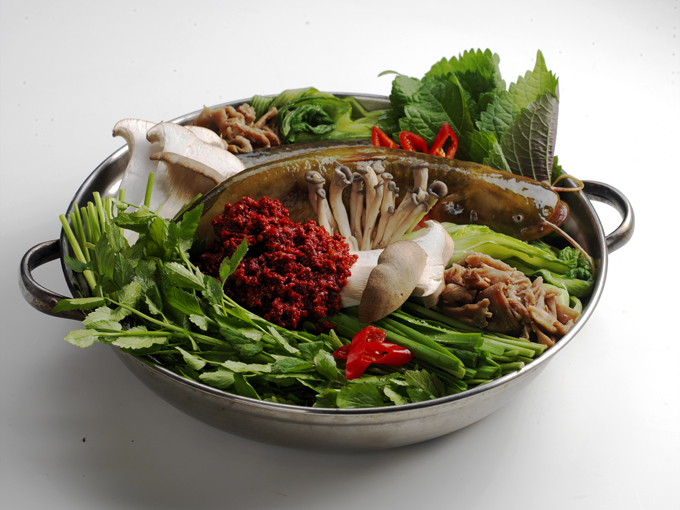
第五味-鮮辣鯰魚湯
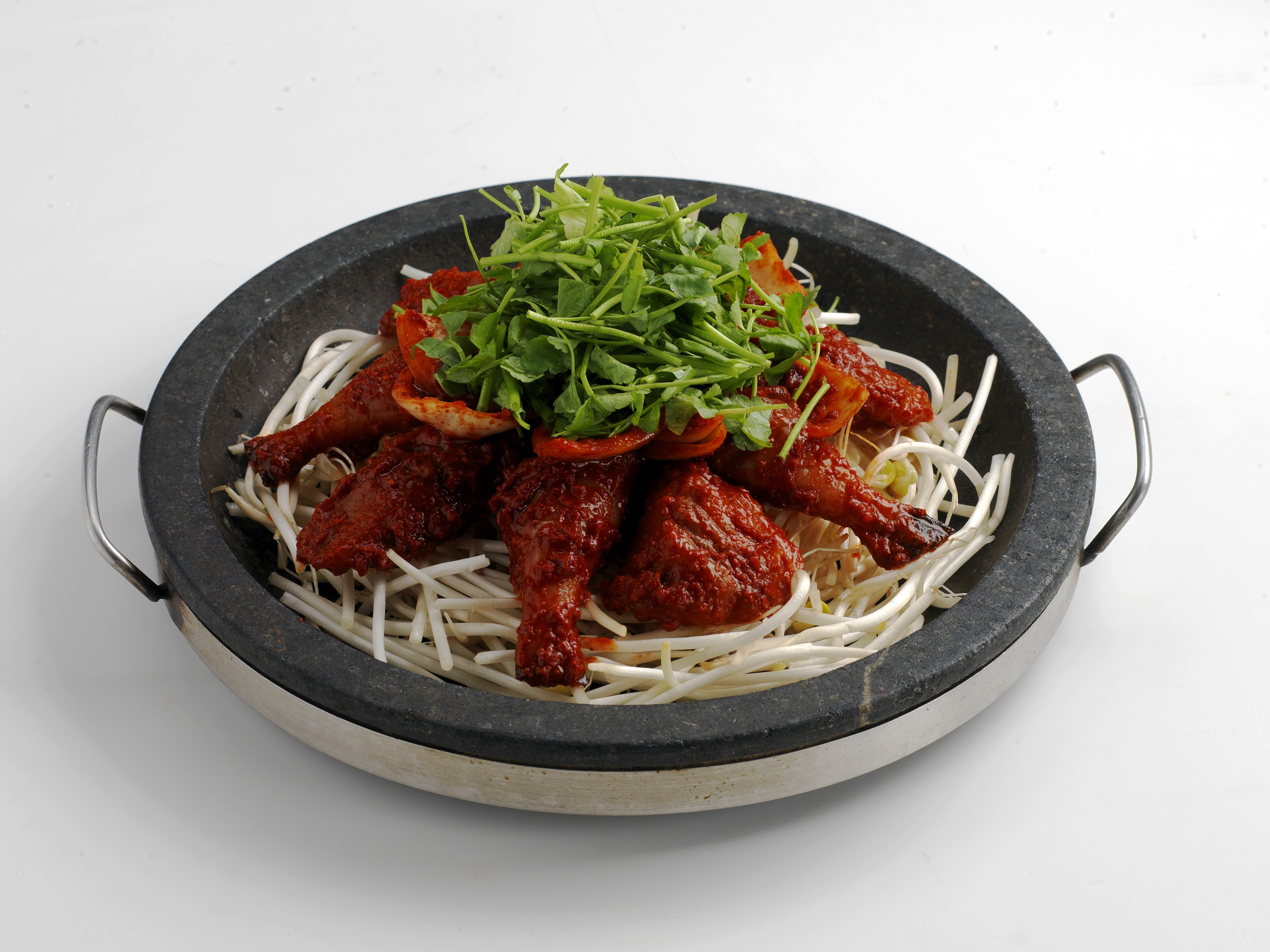
第六味-河豚烤肉
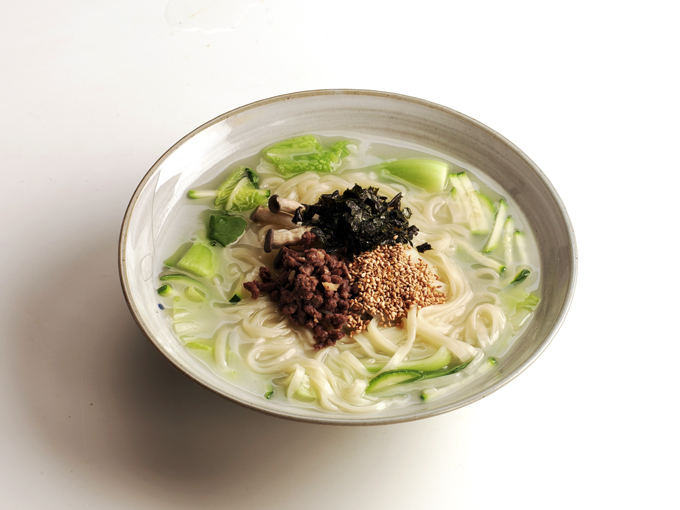
第七味-黃刀削麵
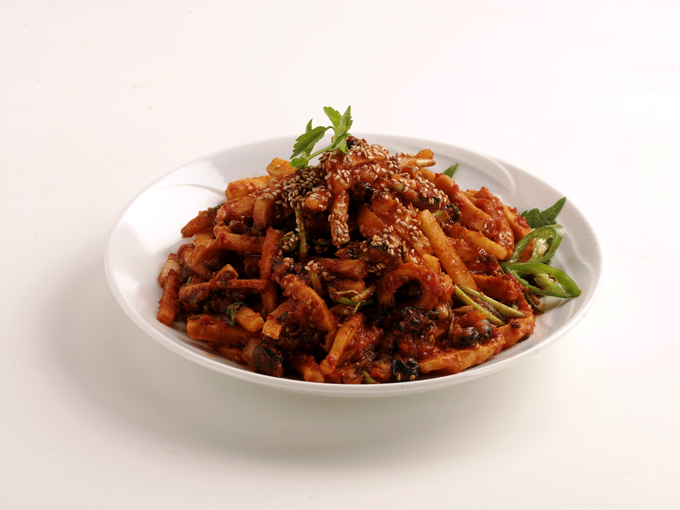
第八味-涼拌生魚片
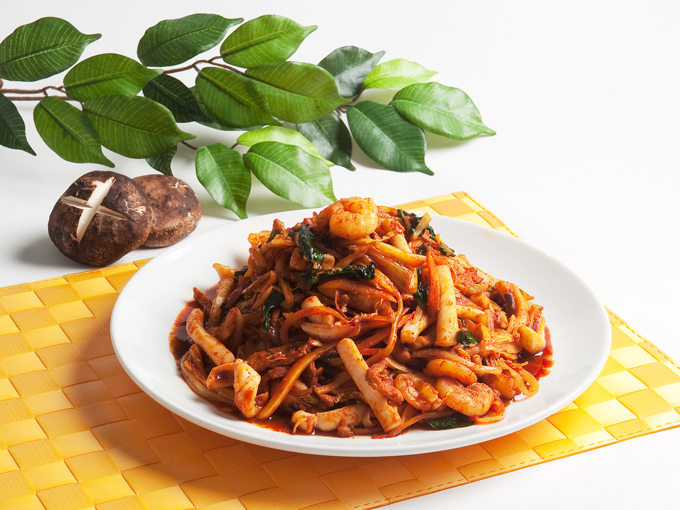
第九味-炒烏龍麵
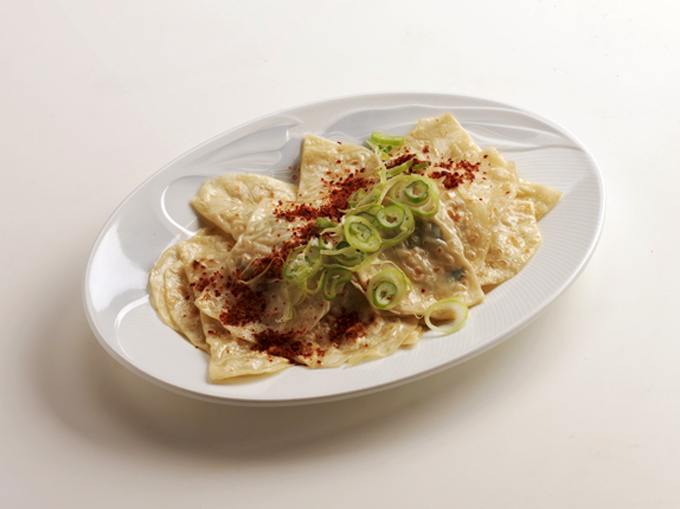
第十味-扁餃子

## 体育

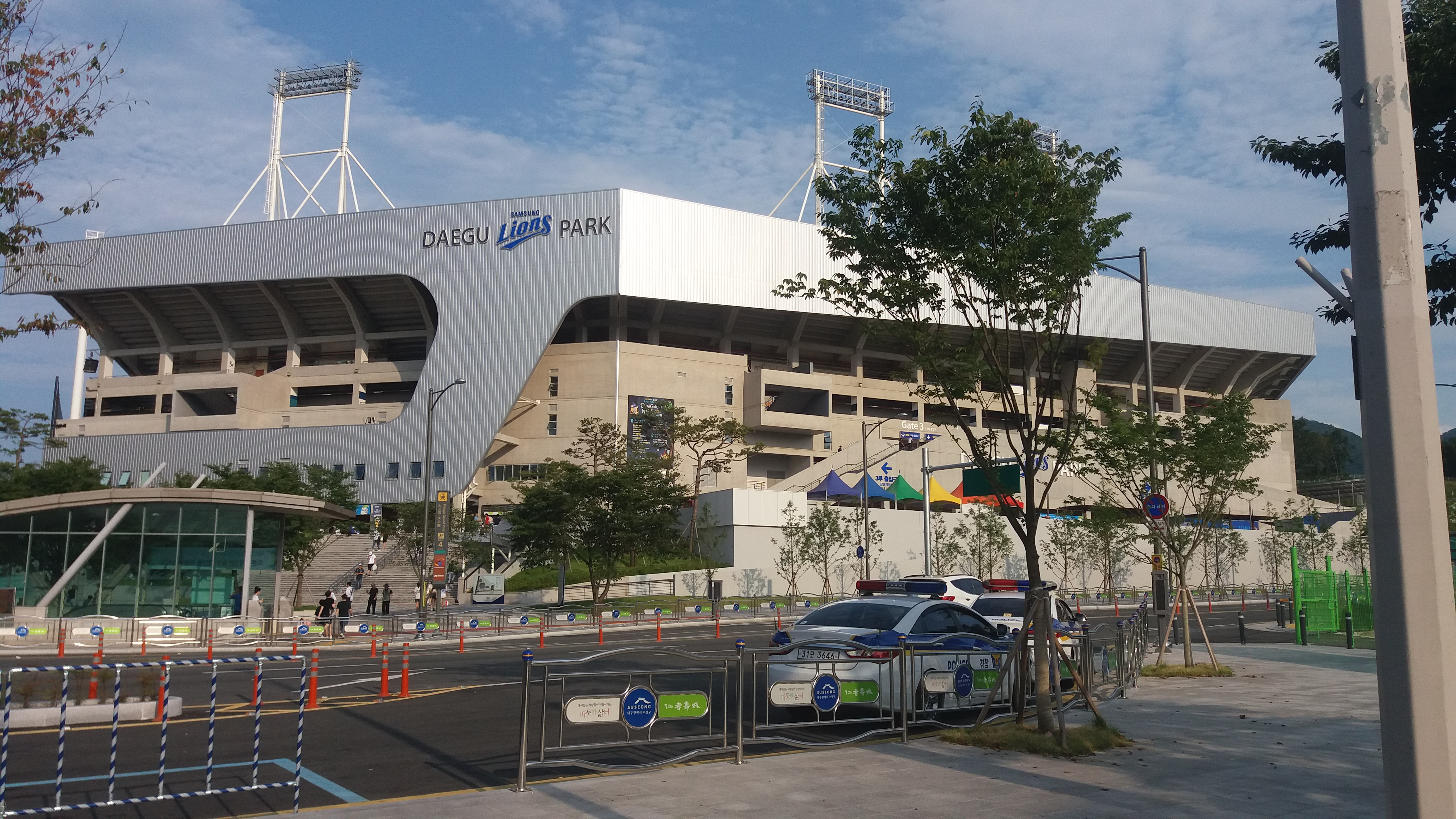
大邱三星獅運動場

大邱是2011年世界田径锦标赛的主办城市。大邱还主办了2003年夏季世界大学生运动会和4场2002年世界杯足球赛的赛事。

#### 球队
- 棒球：三星獅
- 足球：大邱FC

## 教育
- 大學(國公立，私立)
  - 慶北大學-北區，中區
  - 啟明大學—達西區，南區
  - 大邱教育大學—南區
  - 大邱慶北科學技術學院(DGIST) -中區，達西區，達城郡玄風面
- 專科大學(國公立，私立)
  - 啟明文化大學-達西區
  - 大邱工業大學-達西區
  - 大邱科學大學-北區
  - 大邱保健大學-北區
  - 壽城大學-壽城區
  - 嶺南理工大學-南區
  - 永進專科大學-北區
  - 韓國폴리텍VI大學(大邱校區)-西區
  - 韓國科技大學(纖維時尚校區)-東區
- 職業訓練機構
  - 韓國폴리텍VI大學(達城校區)-達城郡
- 教育機構

|                        | 大邱廣域市 教育機構(2020年) | 大邱廣域市 教育機構(2020年) | 大邱廣域市 教育機構(2020年) | 大邱廣域市 教育機構(2020年) | 大邱廣域市 教育機構(2020年) | 大邱廣域市 教育機構(2020年) | 大邱廣域市 教育機構(2020年) | 大邱廣域市 教育機構(2020年) |
| ---------------------- | --------------------------- | --------------------------- | --------------------------- | --------------------------- | --------------------------- | --------------------------- | --------------------------- | --------------------------- |
| 類別                   | 專門大學                    | 大學                        | 專科                        | 高中                        | 國中                        | 小學                        | 幼稚園                      |                             |
| 學校數                 | 8                           | 4                           | 10                          | 94                          | 125                         | 232                         | 342                         |                             |
| 學生數                 | 48,756                      | 73,258                      | 1,737                       | 63,074                      | 62,755                      | 121,308                     | 33,958                      |                             |
| 校院數                 | 964                         | 2,476                       | 664                         | 6,500                       | 5,462                       | 8,970                       | 2,938                       |                             |
| 出處：2021大邱市政現況 |                             |                             |                             |                             |                             |                             |                             |                             |

## 姐妹城市
- 美国佐治亚州亚特兰大 （1981年）
- 阿拉木圖 （1990年）
- 中华人民共和国山东省青岛市 （1993年）
- 巴西米纳斯吉拉斯 （1994年）
- 日本廣島縣廣島市 （1997年）
- 俄羅斯圣彼得堡 （1997年）
- 保加利亚普罗夫迪夫 （2002年）
- 中華民國臺北市（2010年）
- 中华人民共和国浙江省宁波市 (2013年)
- 義大利米蘭 （2015年）
- 中华人民共和国四川省成都市 （2015年）
- 美国威斯康辛州密尔沃基 （2017年）
- 越南岘港市 (2018年)[18]

### 友好城市
- 江苏省扬州市 (2003年)
- 江苏省盐城市 (2003年)
- 辽宁省沈阳市 (2003年)
- 兵库县神户市 (2010年)
- 胡志明市 (2015年)
- 浙江省绍兴市 (2015年)
- 湖北省武汉市 (2016年)
- 曼谷 (2017年)
- 湖南省长沙市 (2018年)
- 中華民國高雄市 (2018年)
- 北寧省 (2019年)
- 里耳 (2019年)
- 延边朝鲜族自治州 (2021年)

鳥瞰大邱市周圍衛星市鎮